# 挾間町来鉢
挾間町来鉢（はさままちくばち）とは、大分県由布市内の大字。郵便番号は879-5512。

## 地理
由布市の北東部、大分川支流の由布川および石城川が合流し賀来川となる斜面部に位置する。旧石城川村の中心部であり、住宅地・水田がみられるが、大部分は山林となっている。
挾間町七蔵司、挾間町高崎、挾間町三船、挾間町古野、挾間町赤野、挾間町田代、別府市内成と接する。

## 歴史
- 1954年10月1日 - 大分郡挾間村・谷村・石城川村・由布川村が合併し、挾間村が成立。（大分郡挾間村）
- 1955年4月1日 - 町制施行し、挾間町となる。（大分郡挾間町大字来鉢）
- 2005年10月1日 - 挾間町・庄内町・湯布院町で新設合併、市政施行で由布市が成立。大字表記および、小字、番地の「の」が廃止される。（由布市挾間町来鉢）[3]。

## 小・中学校の学区
市立小・中学校に通う場合、学区は以下の通りとなる。
| 町名       | 小学校             | 中学校             |
| ---------- | ------------------ | ------------------ |
| 挾間町来鉢 | 由布市立石城小学校 | 由布市立挾間中学校 |

## 交通

### バス
かつては大分バスが運行していたが、由布市が運営するコミュニティバスが運行している。

### 道路
- 大分県道51号別府挾間線

## 施設
- 由布市立石城川小学校
- 石城川簡易郵便局
- 挾間温泉